# Oude Sint-Willibrorduskerk (Waalre)

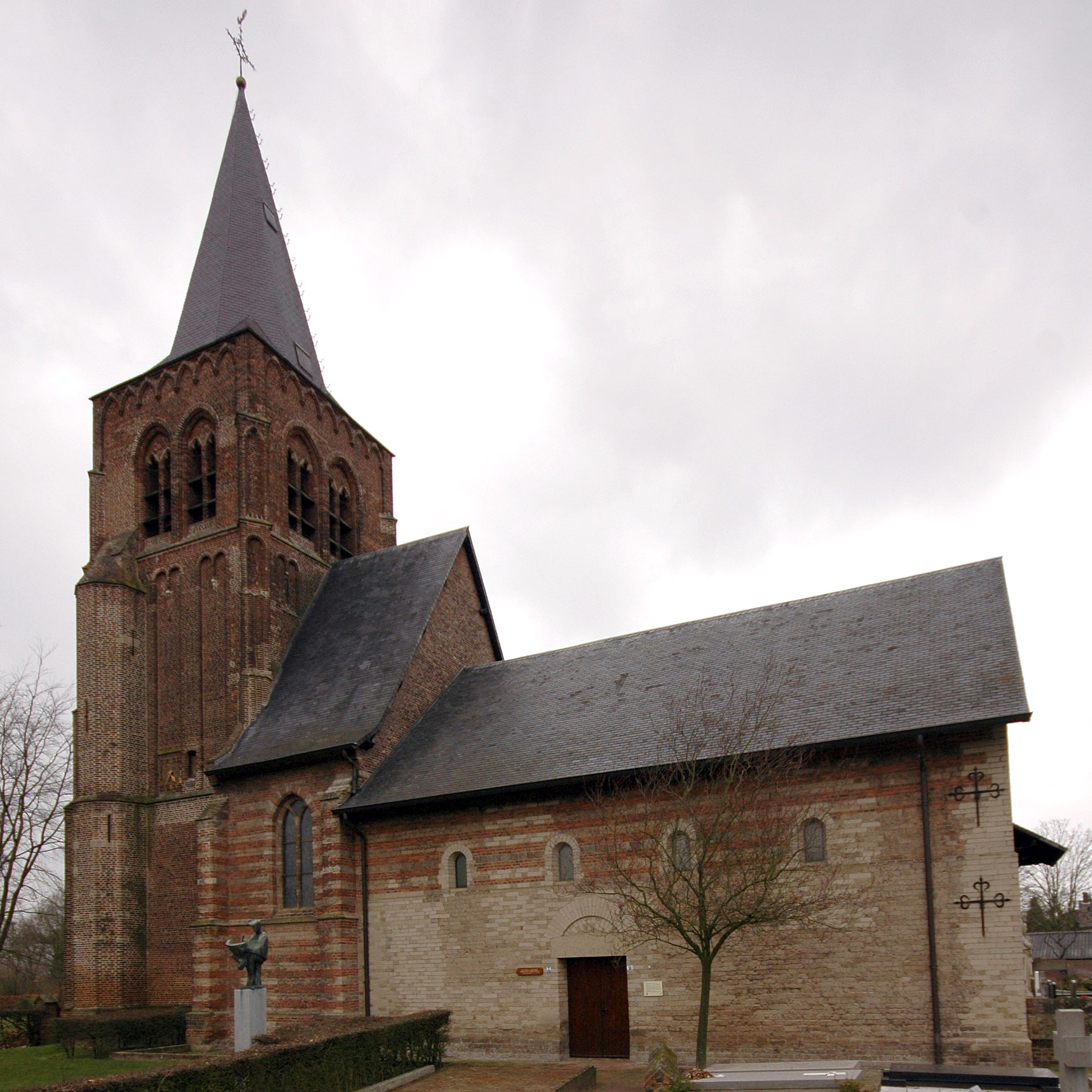
Oude Sint-Willibrorduskerk, zuidzijde

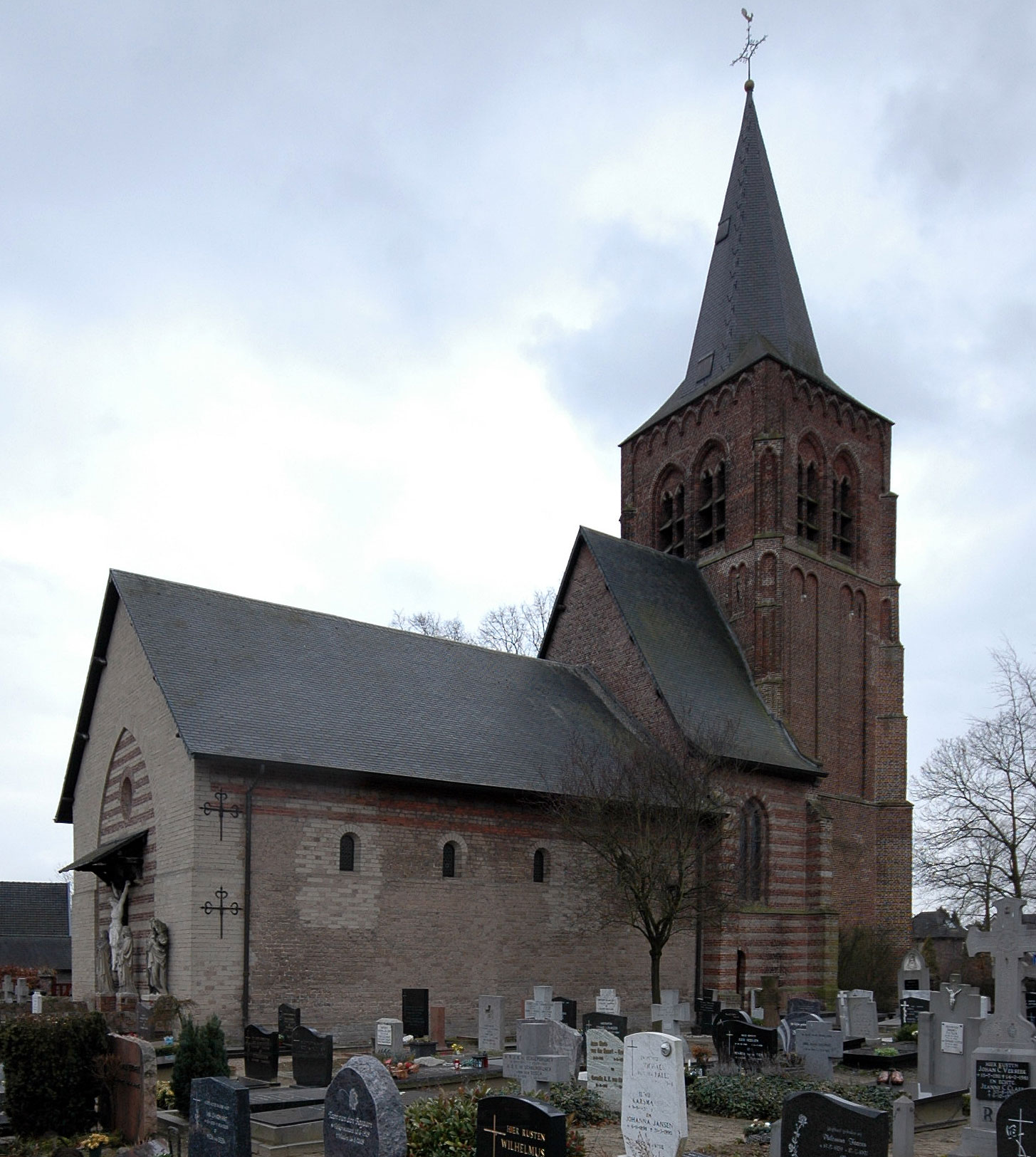
Oude Sint-Willibrorduskerk, noordzijde

De Oude Sint-Willibrorduskerk is een voormalige kerk gelegen aan de Oude Torenstraat te Waalre-dorp in Nederland.
De kerk is eigendom van de gemeente Waalre en is een rijksmonument.
De kerk bestaat uit het tufstenen schip in romaanse stijl uit de 12e eeuw, en de latere uitbreiding en toren uit de 15e eeuw, in gotische stijl.
Het romaanse tufstenen schip is een der oudste van Noord-Brabant.
De kerk is voorzien van een beiaard en een pijporgel.
Sinds de Tweede Wereldoorlog is de kerk in gebruik als herdenkingskapel voor Brabantse gesneuvelden.
Jaarlijks wordt in de tweede week van september een provinciale herdenkingsplechtigheid gehouden welke rechtstreeks te zien is op Omroep Brabant.
Daarnaast wordt de kerk verhuurd voor kerkelijke vieringen zoals dopen, huwelijken en uitvaarten. Na de brand in het gemeentehuis van Waalre op 18 juli 2012 is de kerk aangewezen als reguliere trouwlocatie voor huwelijken in Waalre.
Het graf van Anton Coolen bevindt zich op het rond de kerk gelegen kerkhof.
In de toren bevindt zich sinds de bouw van de toren in ca. 1470 een uurwerk ter hoogte van de goot van het schip.
Het is voorzien van een elektrische aandrijving met eindeloze ketting ( systeem Huijgens). Een slingervanger zorgt ervoor dat het uurwerk nauwkeurig op tijd loopt.
Het uurwerk zelf stamt zeer waarschijnlijk uit het jaar 1360. Mogelijk het oudste complete (met wijzerplaat en wijzers) nog werkende uurwerk ter wereld en zou door Hendric van Thoren (stadsuurwerkmaker van Maastricht) gemaakt kunnen zijn. Het is museaal opgesteld in een deels glazen kabinet.

## Historie
Lang voor de huidige kerk gebouwd werd, bevond zich op dezelfde plek al een houten kerkgebouw. Deze Mariakerk werd door Sint-Willibrord ingewijd, waarschijnlijk in het jaar 712.

### Bouw
Op de plaats van de houten Mariakerk werd in de 12e eeuw een nieuwe kerk gebouwd.
Het oudste deel van de huidige kerk, het schip, is toen opgetrokken uit tufsteen uit de Eifel, in romaanse stijl. Als funderingsmateriaal werd ijzeroer gebruikt.

### Verbouwingen 15e eeuw
Ca. 1425 werden een priesterkoor en wellicht ook een torentje toegevoegd om het uurwerk te kunnen plaatsen.
Rond 1470 kwam een verhoging van het romaanse schip en uitbreiding ervan aan de westkant met een travee gereed, en ook de huidige toren met rijk gedetailleerde steunberen. De ramen in romaanse stijl werden dichtgemetseld en daar kwamen nieuwe ramen in gotische stijl voor in de plaats. De uitbreiding werd gebouwd met baksteen met lagen van tufsteen, de toren is geheel van baksteen. De uitbreiding is uitgevoerd in gotische stijl, meer bepaald in Kempense gotiek.

### Reformatie
Van 1648 tot 1798 werd de kerk voor de protestantse eredienst gebruikt, terwijl de katholieken een schuurkerk bezaten aan de Bolksheuvel.
In 1703 werd de kerk voorzien van een nieuwe spits.

### Verbouwing jaren 1850
Tussen 1854 en 1859 werd de kerk gedeeltelijk gewijzigd in de trant van de neogotiek; een dwarspand en koor werden toegevoegd.

### Bouw nieuwe kerk en gevolgen
Groei van de parochie leidde tot ruimtegebrek in de kerk en uiteindelijk tot de bouw van een nieuw kerkgebouw op korte afstand van het oude.
Deze nieuwe Grote Sint-Willibrorduskerk naar ontwerp van L.J.P. Kooken werd in 1929 ingewijd.
Na ingebruikname van de nieuwe kerk raakte de oude in verval.
In de jaren 1930 werd begonnen met plannen voor restauratie.
In 1931 werd de kerk met toren op de voorlopige monumentenlijst geplaatst en sloop was daarom niet toegestaan.
Desondanks werd in 1936 besloten dat de toren gesloopt zou worden; dat is echter niet doorgegaan.
In 1939 werd de gemeente Waalre eigenaar van de kerk.

### Tweede Wereldoorlog
Tijdens de Tweede Wereldoorlog werd een ingrijpende restauratie uitgevoerd in de periode van voorjaar 1941 tot 1943, onder leiding van H.W. Valk.
De toevoegingen uit de jaren 1850 werden verwijderd.
Bij de restauratie kreeg de kerk het huidige aanzien.
De kerk ziet eruit zoals nooit eerder het geval is geweest, doordat het romaanse deel van het schip weer een lagere dakhoogte heeft gekregen, en nu dus lager is dan het gotische deel van het schip.
Er werd boven de zij-ingang aan de zuidzijde een zwaar fronton onder de rondboog geplaatst, als eigentijds element dat aan de herstelperiode herinnert.
Ook in de Tweede Wereldoorlog zijn de drie kerkklokken door de Duitse bezetter geroofd en omgesmolten ten behoeve van de oorlogsindustrie.
Er was een klok uit 1698 van Alexander Julien, een uit 1739 van Georgius du Merry, en een uit 1815 van Henricus Petit.

### Herbestemming als herdenkingskapel
Direct na de Tweede Wereldoorlog is in de kerk een herdenkingskapel gevestigd voor Brabantse verzetsstrijders en militairen die tijdens de oorlog gesneuveld waren. Hun namen werden in borden van hardhout gegraveerd. Later kwamen daar rouwborden bij met de namen van gesneuvelden uit de strijd om Nederlands Oost-Indië, om Nederlands-Nieuw-Guinea, van de VN-vredesmacht in Joegoslavië en in Afghanistan. De eerste herdenkingsdienst vond plaats op 28 oktober 1945.
In de loop der tijd kwam de bestemming van de herdenkingskapel steeds meer tot uitdrukking binnen het kerkgebouw. Er werden na enkele jaren vier gebrandschilderde ramen geplaatst van de hand van Pieter Wiegersma en de gemeente Waalre schonk een zware luidklok. In de kerk bevindt zich sinds 1950 ook een beiaard met 37 (oorspronkelijk 35) klokken, uit de klokkengieterij van Petit & Fritsen, geschonken door de Brabantse industrie.
In 1976 werd de kerk voorzien van een klein, sierlijk pijporgel, dat stamt uit 1845 en gebouwd werd door Ruef te Sint-Truiden.
In de kerk bevindt zich het naamloze graf van een Brabantse soldaat, een student uit Eindhoven, die in de meidagen van 1940 gesneuveld is bij Rotterdam. Zijn familie heeft een gebrandschilderde madonna doen plaatsen in het roosvenster boven het altaar.

### Beheer van de kerk
Er is een beheerscommissie voor de kerk actief, die werkt namens de eigenaar, de gemeente Waalre. Deze commissie doet onder andere onderhoud en tracht de kerk onder de aandacht te brengen. In het kader hiervan heeft ze onder andere het volgende gedaan:
- reparatie van de gebrandschilderde ramen
- vernieuwen van de informatieborden op het gebouw
- completering van het carillon met twee klokken (2007)
- restauratie van het uurwerk
- in ere herstellen van het oude kerkepad